# Cao Xing
Cao Xing (?-198) est général sous Lü Bu à partir de 193. Il est actif lors de la défense de Puyang contre les forces de Cao Cao. Avec Hao Meng, il barre la fuite à Cao Cao par le nord lorsque celui-ci est piégé dans Puyang. Il est finalement mis en déroute par Dian Wei.
Plus tard, il est envoyé comme renfort pour assister Gao Shun contre l’armée de Cao Cao près de Xiaopei. Il tire une flèche dans l’œil gauche de Xiahou Dun, mais celui-ci tue Cao Xing d’une solide riposte avec sa lance, lui fendant le crâne.